# Витас Герулайтис
Витас Герулайтис (на английски: Vitas Gerulaitis) е американски тенисист.  

## Биография
Витас Герулайтис е роден на 26 юли 1954 г. в Бруклин, Ню Йорк, САЩ, в семейството на литовски имигранти, израства в Хауърд Бийч, Куинс. Посещава Колумбийския колеж на Колумбийския университет от 1975 г. за една година, след което спира, за да се занимава с тенис на пълен работен ден. Герулайтис е наречен „Литовският лъв“. По-малката му сестра Рута също е професионална тенисистка, родния език на двамата е литовски.

### Смърт
На 17 септември 1994 г., по време на посещение в дома на приятел в Саутхемптън, Ню Йорк, неправилно инсталиран пропанов нагревател за плувния басейн е причинил проникване на въглероден окис в къщата за гости, където Герулайтис е спал, причинявайки смъртта му от отравяне с въглероден окис. Той не появява на вечеря в 19 часа същата съботна вечер. Тялото му е намерено на следващия ден от прислужница, която е отишла в къщата за гости. Останките на Герулайтис са погребани в гробището Сейнт Чарлз във Фармингдейл, Ню Йорк.

## Кариера
Витас Герулайтис печели през 1975 г. титлата на двойки при мъжете на Уимбълдън, като си партнира със Санди Майер. Той печели титлата на сингъл при мъжете на последния от двата турнира през 1977 г. на Аустралиън Оупън, проведен през декември, Роско Танер печели по-рано през януари. Той печели два пъти Италия Оупън (1977, 1979) и финалите на WCT в Далас през 1978 г.
Той се оттегля от професионалния тур през 1986 г., след което е редовен тенис коментатор в САЩ между 1988 и 1994 г.
Герулайтис беше треньор на Пийт Сампрас само по време на Откритото първенство на Италия през 1994 г. в Рим, тогава треньорът на Сампрас Тим Гъликсън е на семейна почивка. Сампрас печели титлата, като побеждава Борис Бекер на финала в два сета.

## Кариерна статистика

#### Титли отГолям шлем(3)
| година   | турнир       | съперник  | резултат                               |
| -------- | ------------ | --------- | -------------------------------------- |
| 1977 дек | ОП Австралия | Джон Лойд | 6 – 3, 7 – 6(7–4), 5 – 7, 3 – 6, 6 – 2 |

#### Финали на турнири отГолям шлем(2)
| година | турнир      | съперник      | резултат            |
| ------ | ----------- | ------------- | ------------------- |
| 1979   | ОП САЩ      | Джон Макенроу | 5 – 7, 3 – 6, 3 – 6 |
| 1980   | Ролан Гарос | Бьорн Борг    | 4 – 6, 1 – 6, 2 – 6 |